# Paradidyma setigera
Paradidyma setigera là một loài ruồi trong họ Tachinidae.